# Flandern Rundt 2021
Flandern Rundt 2021 var den 105. udgave af det belgiske monument Flandern Rundt. Det over 254 km lange linjeløb blev kørt den 4. april 2021 med start i Antwerpen og mål i Oudenaarde. Løbet blev vundet af Kasper Asgreen som den første dansker siden Rolf Sørensen i 1997.
Løbet var det tolvte arrangement på UCI World Tour 2021.

## Ruten
Det over 254 km lange løb bød på syv flade brostenspavéer, ligesom rytterne skulle op ad 19 stigninger, hvoraf de fleste også var belagt med brosten. Blandt andet skulle de op ad den berømte 2.200 meter lange Oude Kwaremont tre gange.

| Type         | Placering | Navn                   | Længde  | Stigning i %            |
| ------------ | --------- | ---------------------- | ------- | ----------------------- |
| 1. pavé      | 85,8 km   | Lippenhovestraat       | 1.300 m | -                       |
| 2. pavé      | 87,2 km   | Paddestraat            | 1.500 m | -                       |
| 1. stigning  | 102,2 km  | Katteberg              | 600 m   | Gns.: 6%, max. 8%       |
| 3. pavé      | 103,0 km  | Holleweg               | 1.500 m | -                       |
| 2. stigning  | 121,2 km  | Oude Kwaremont         | 2.200 m | Gns.: 4%, max. 11,6%    |
| 3. stigning  | 131,7 km  | Kortekeer              | 1.260 m | Gns.: 6,4%, max. 17%    |
| 4. stigning  | 139,4 km  | Eikenberg              | 1.200 m | Gns.: 5,2%, max. 10%    |
| 5. stigning  | 142,0 km  | Wolvenberg             | 645 m   | Gns.: 7,9%, max. 17,3%  |
| 4. pavé      | 142,6 km  | Holleweg               | 1.500 m | -                       |
| 5. pavé      | 143,8 km  | Karel Martelstraat     | 2.400 m | -                       |
| 6. pavé      | 146,2 km  | Jagerij                | 800 m   | -                       |
| 6. stigning  | 152,4 km  | Molenberg              | 463 m   | Gns.: 7%, max. 12%      |
| 7. stigning  | 156,4 km  | Marlboroughstraat      | 2.040 m | Gns.: 3%, max. 7%       |
| 8. stigning  | 160,4 km  | Berendries             | 940 m   | Gns.: 7%, max. 12,3%    |
| 9. stigning  | 165,8 km  | Valkenberg             | 550 m   | Gns.: 8,2%, max. 13%    |
| 10. stigning | 178,2 km  | Berg ten Houte         | 1.100 m | Gns.: 6%, max. 21%      |
| 11. stigning | 183,7 km  | Kanarieberg            | 1.000 m | Gns.: 7,7%, max. 14%    |
| 12. stigning | 199,7 km  | Oude Kwaremont         | 2.200 m | Gns.: 4%, max. 11,6%    |
| 13. stigning | 203,1 km  | Paterberg              | 360 m   | Gns.: 12,9%, max. 20,3% |
| 14. stigning | 209,7 km  | Koppenberg             | 600 m   | Gns.: 11,6%, max. 22%   |
| 7. pavé      | 213,8 km  | Mariaborrestraat       | 2.400 m | -                       |
| 15. stigning | 215,1 km  | Steenbeekdries         | 700 m   | Gns.: 5,3%, max. 6,7%   |
| 16. stigning | 217,6 km  | Taaienberg             | 530 m   | Gns.: 6,6%, max. 16,8%  |
| 17. stigning | 227,8 km  | Kruisberg (Oudestraat) | 2.500 m | Gns.: 5%, max. 9%       |
| 18. stigning | 237,6 km  | Oude Kwaremont         | 2.200 m | Gns.: 4%, max. 11,6%    |
| 19. stigning | 241,1 km  | Paterberg              | 360 m   | Gns.: 12,9%, max. 20,3% |

## Resultat
| \| Samlede stilling \| Samlede stilling \| Samlede stilling \| Samlede stilling \| Samlede stilling \| \| Rytter \| Rytter \| Hold \| Tid \| \| \| ---------------- \| -------------------- \| ---------------------------------- \| ---------------- \| ---------------- \| \| 1. \| Kasper Asgreen \| Deceuninck-Quick Step \| 6t 02' 12" \| \| \| 2. \| Mathieu van der Poel \| Alpecin-Fenix \| + 0" \| \| \| 3. \| Greg Van Avermaet \| AG2R Citroën Team \| + 32" \| \| \| 4. \| Jasper Stuyven \| Trek-Segafredo \| + 33" \| \| \| 5. \| Sep Vanmarcke \| Israel Start-Up Nation \| + 47" \| \| \| 6. \| Wout van Aert \| Jumbo-Visma \| + 47" \| \| \| 7. \| Gianni Vermeersch \| Alpecin-Fenix \| + 47" \| \| \| 8. \| Anthony Turgis \| Total Direct Énergie \| + 47" \| \| \| 9. \| Florian Sénéchal \| Deceuninck-Quick Step \| + 47" \| \| \| 10. \| Dylan van Baarle \| Ineos Grenadiers \| + 47" \| \| \| 11. \| Christophe Laporte \| Cofidis \| + 47" \| \| \| 12. \| Tiesj Benoot \| Team DSM \| + 49" \| \| \| 13. \| Dimitri Claeys \| Qhubeka Assos \| + 2' 15" \| \| \| 14. \| Marcus Burghardt \| Bora-Hansgrohe \| + 2' 15" \| \| \| 15. \| Peter Sagan \| Bora-Hansgrohe \| + 2' 15" \| \| \| 16. \| Danny van Poppel \| Intermarché-Wanty-Gobert Matériaux \| + 2' 15" \| \| \| 17. \| Yves Lampaert \| Deceuninck-Quick Step \| + 2' 15" \| \| \| 18. \| Alexander Kristoff \| UAE Team Emirates \| + 2' 15" \| \| \| 19. \| Tom Van Asbroeck \| Israel Start-Up Nation \| + 2' 15" \| \| \| 20. \| Heinrich Haussler \| Bahrain Victorious \| + 2' 15" \| \| |                      |                                    |            |
| |                      |                                    |            |
| Kilde: ProCyclingStats |                      |                                    |            |
| Samlede stilling |                      |                                    |            |
| Rytter | Rytter               | Hold                               | Tid        |
| 1. | Kasper Asgreen       | Deceuninck-Quick Step              | 6t 02' 12" |
| 2. | Mathieu van der Poel | Alpecin-Fenix                      | + 0"       |
| 3. | Greg Van Avermaet    | AG2R Citroën Team                  | + 32"      |
| 4. | Jasper Stuyven       | Trek-Segafredo                     | + 33"      |
| 5. | Sep Vanmarcke        | Israel Start-Up Nation             | + 47"      |
| 6. | Wout van Aert        | Jumbo-Visma                        | + 47"      |
| 7. | Gianni Vermeersch    | Alpecin-Fenix                      | + 47"      |
| 8. | Anthony Turgis       | Total Direct Énergie               | + 47"      |
| 9. | Florian Sénéchal     | Deceuninck-Quick Step              | + 47"      |
| 10. | Dylan van Baarle     | Ineos Grenadiers                   | + 47"      |
| 11. | Christophe Laporte   | Cofidis                            | + 47"      |
| 12. | Tiesj Benoot         | Team DSM                           | + 49"      |
| 13. | Dimitri Claeys       | Qhubeka Assos                      | + 2' 15"   |
| 14. | Marcus Burghardt     | Bora-Hansgrohe                     | + 2' 15"   |
| 15. | Peter Sagan          | Bora-Hansgrohe                     | + 2' 15"   |
| 16. | Danny van Poppel     | Intermarché-Wanty-Gobert Matériaux | + 2' 15"   |
| 17. | Yves Lampaert        | Deceuninck-Quick Step              | + 2' 15"   |
| 18. | Alexander Kristoff   | UAE Team Emirates                  | + 2' 15"   |
| 19. | Tom Van Asbroeck     | Israel Start-Up Nation             | + 2' 15"   |
| 20. | Heinrich Haussler    | Bahrain Victorious                 | + 2' 15"   |

## Hold og ryttere
| UCI WorldTeams (19)- AG2R Citroën Team - Astana-Premier Tech - Bahrain Victorious - Bora-Hansgrohe - Cofidis - Deceuninck-Quick Step - EF Education-Nippo - Groupama-FDJ - Ineos Grenadiers - Intermarché-Wanty-Gobert Matériaux - Israel Start-Up Nation - Jumbo-Visma - Lotto Soudal - Movistar Team - Qhubeka Assos - Team BikeExchange - Team DSM - Trek-Segafredo - UAE Team Emirates UCI ProTeams (6)- Alpecin-Fenix - Total Direct Énergie - Bingoal Pauwels Sauces WB - Arkéa-Samsic - Sport Vlaanderen-Baloise - B&B Hotels p/b KTM |
| |

### Danske ryttere
| Danske ryttere på startlisten |                      |                       |           |
| Rygnummer                     | Rytter               | Hold                  | Placering |
| 12                            | Kasper Asgreen       | Deceuninck-Quick Step | 1         |
| 55                            | Mads Pedersen        | Trek-Segafredo        | DNF       |
| 73                            | Michael Valgren      | EF Education-Nippo    | DNF       |
| 94                            | Søren Kragh Andersen | Team DSM              | 58        |
| 112                           | Mikkel Bjerg         | UAE Team Emirates     | DNF       |
| 125                           | Emil Vinjebo         | Team Qhubeka Assos    | DNF       |
| 192                           | Mathias Norsgaard    | Movistar Team         | 45        |

* DNF = gennemførte ikke

### Startliste
| Alpecin-Fenix AFC | Alpecin-Fenix AFC                     | Alpecin-Fenix AFC |
| ----------------- | ------------------------------------- | ----------------- |
| Nr.               | Rytter                                | Placering         |
| 1                 | Mathieu van der Poel (NED) (landevej) | 2.                |
| 2                 | Dries De Bondt (BEL) (landevej)       | 49.               |
| 3                 | Silvan Dillier (SUI)                  | DNF               |
| 4                 | Jonas Rickaert (BEL)                  | 90.               |
| 5                 | Oscar Riesebeek (NED)                 | DNF               |
| 6                 | Gianni Vermeersch (BEL)               | 7.                |
| 7                 | Otto Vergaerde (BEL)                  | DQ                |

| Deceuninck-Quick Step DQT | Deceuninck-Quick Step DQT           | Deceuninck-Quick Step DQT |
| ------------------------- | ----------------------------------- | ------------------------- |
| Nr.                       | Rytter                              | Placering                 |
| 11                        | Julian Alaphilippe (FRA) (landevej) | 42.                       |
| 12                        | Kasper Asgreen (DEN) (landevej)     | 1.                        |
| 13                        | Davide Ballerini (ITA)              | DNF                       |
| 14                        | Tim Declercq (BEL)                  | DNF                       |
| 15                        | Florian Sénéchal (FRA)              | 9.                        |
| 16                        | Yves Lampaert (BEL)                 | 17.                       |
| 17                        | Bert Van Lerberghe (BEL)            | 75.                       |

| AG2R Citroën Team ACT | AG2R Citroën Team ACT   | AG2R Citroën Team ACT |
| --------------------- | ----------------------- | --------------------- |
| Nr.                   | Rytter                  | Placering             |
| 21                    | Greg Van Avermaet (BEL) | 3.                    |
| 22                    | Stan Dewulf (BEL)       | 50.                   |
| 23                    | Oliver Naesen (BEL)     | 33.                   |
| 24                    | Lawrence Naesen (BEL)   | DNF                   |
| 25                    | Michael Schär (SUI)     | DQ                    |
| 26                    | Damien Touzé (FRA)      | 53.                   |
| 27                    | Gijs Van Hoecke (BEL)   | DNF                   |

| Jumbo-Visma TJV | Jumbo-Visma TJV            | Jumbo-Visma TJV |
| --------------- | -------------------------- | --------------- |
| Nr.             | Rytter                     | Placering       |
| 31              | Wout van Aert (BEL)        | 6.              |
| 32              | Edoardo Affini (ITA)       | DNF             |
| 33              | David Dekker (NED)         | 93.             |
| 34              | Pascal Eenkhoorn (NED)     | 94.             |
| 35              | Timo Roosen (NED)          | 97.             |
| 36              | Nathan Van Hooydonck (BEL) | 62.             |
| 37              | Maarten Wynants (BEL)      | 92.             |

| Lotto-Soudal LTS | Lotto-Soudal LTS         | Lotto-Soudal LTS |
| ---------------- | ------------------------ | ---------------- |
| Nr.              | Rytter                   | Placering        |
| 41               | John Degenkolb (GER)     | 30.              |
| 42               | Tosh Van der Sande (BEL) | DNF              |
| 43               | Roger Kluge (GER)        | DNF              |
| 44               | Frederik Frison (BEL)    | DNF              |
| 45               | Brent Van Moer (BEL)     | DNF              |
| 46               | Florian Vermeersch (BEL) | DNF              |
| 47               | Tim Wellens (BEL)        | 25.              |

| Trek-Segafredo TFS | Trek-Segafredo TFS   | Trek-Segafredo TFS |
| ------------------ | -------------------- | ------------------ |
| Nr.                | Rytter               | Placering          |
| 51                 | Jasper Stuyven (BEL) | 4.                 |
| 52                 | Koen de Kort (NED)   | 96.                |
| 53                 | Kiel Reijnen (USA)   | DNF                |
| 54                 | Ryan Mullen (IRL)    | DNF                |
| 55                 | Mads Pedersen (DEN)  | DNF                |
| 56                 | Quinn Simmons (USA)  | DNF                |
| 57                 | Edward Theuns (BEL)  | 59.                |

| Bora-Hansgrohe BOH | Bora-Hansgrohe BOH      | Bora-Hansgrohe BOH |
| ------------------ | ----------------------- | ------------------ |
| Nr.                | Rytter                  | Placering          |
| 61                 | Peter Sagan (SVK)       | 15.                |
| 62                 | Maciej Bodnar (POL)     | 104.               |
| 63                 | Marcus Burghardt (GER)  | 14.                |
| 64                 | Daniel Oss (ITA)        | 88.                |
| 65                 | Nils Politt (GER)       | 22.                |
| 66                 | Lukas Pöstlberger (AUT) | DNF                |
| 67                 | Patrick Gamper (AUT)    | DNF                |

| EF Education-Nippo EFN | EF Education-Nippo EFN    | EF Education-Nippo EFN |
| ---------------------- | ------------------------- | ---------------------- |
| Nr.                    | Rytter                    | Placering              |
| 71                     | Alberto Bettiol (ITA)     | 28.                    |
| 72                     | Stefan Bissegger (SUI)    | 89.                    |
| 73                     | Michael Valgren (DEN)     | DNF                    |
| 74                     | Jens Keukeleire (BEL)     | DNF                    |
| 75                     | Sebastian Langeveld (NED) | 109.                   |
| 76                     | Jonas Rutsch (GER)        | DNF                    |
| 77                     | Thomas Scully (NZL)       | DNF                    |

| Israel Start-Up Nation ISN | Israel Start-Up Nation ISN | Israel Start-Up Nation ISN |
| -------------------------- | -------------------------- | -------------------------- |
| Nr.                        | Rytter                     | Placering                  |
| 81                         | Sep Vanmarcke (BEL)        | 5.                         |
| 82                         | Jenthe Biermans (BEL)      | 26.                        |
| 83                         | Hugo Hofstetter (FRA)      | 24.                        |
| 84                         | Reto Hollenstein (SUI)     | DNF                        |
| 85                         | Guillaume Boivin (CAN)     | 98.                        |
| 86                         | Tom Van Asbroeck (BEL)     | 19.                        |
| 88                         | Alexis Renard (FRA)        | DNF                        |

| Team DSM DSM | Team DSM DSM               | Team DSM DSM |
| ------------ | -------------------------- | ------------ |
| Nr.          | Rytter                     | Placering    |
| 91           | Tiesj Benoot (BEL)         | 12.          |
| 92           | Nico Denz (GER)            | 63.          |
| 93           | Nils Eekhoff (NED)         | DNF          |
| 94           | Søren Kragh Andersen (DEN) | 58.          |
| 95           | Joris Nieuwenhuis (NED)    | DNF          |
| 96           | Nikias Arndt (GER)         | DNF          |
| 97           | Jasha Sütterlin (GER)      | DNF          |

| BikeExchange BEX | BikeExchange BEX            | BikeExchange BEX |
| ---------------- | --------------------------- | ---------------- |
| Nr.              | Rytter                      | Placering        |
| 101              | Michael Matthews (AUS)      | 21.              |
| 102              | Jack Bauer (NZL)            | 82.              |
| 103              | Luke Durbridge (AUS)        | 87.              |
| 104              | Alexander Edmondson (AUS)   | DNF              |
| 105              | Amund Grøndahl Jansen (NOR) | DNF              |
| 106              | Robert Stannard (AUS)       | 51.              |
| 107              | Luka Mezgec (SLO)           | DNF              |

| UAE Team Emirates UAD | UAE Team Emirates UAD              | UAE Team Emirates UAD |
| --------------------- | ---------------------------------- | --------------------- |
| Nr.                   | Rytter                             | Placering             |
| 111                   | Alexander Kristoff (NOR)           | 18.                   |
| 112                   | Mikkel Bjerg (DEN)                 | DNF                   |
| 113                   | Sven Erik Bystrøm (NOR) (landevej) | 37.                   |
| 114                   | Ryan Gibbons (RSA) (landevej)      | 64.                   |
| 115                   | Vegard Stake Laengen (NOR)         | 105.                  |
| 116                   | Matteo Trentin (ITA)               | 57.                   |
| 117                   | Rui Oliveira (POR)                 | 56.                   |

| Qhubeka Assos TQA | Qhubeka Assos TQA                | Qhubeka Assos TQA |
| ----------------- | -------------------------------- | ----------------- |
| Nr.               | Rytter                           | Placering         |
| 121               | Victor Campenaerts (BEL)         | 38.               |
| 122               | Dimitri Claeys (BEL)             | 13.               |
| 123               | Michael Gogl (AUT)               | 43.               |
| 124               | Giacomo Nizzolo (ITA) (landevej) | DNF               |
| 125               | Emil Vinjebo (DEN)               | DNF               |
| 126               | Max Walscheid (GER)              | 27.               |
| 127               | Łukasz Wiśniowski (POL)          | 76.               |

| Astana-Premier Tech APT | Astana-Premier Tech APT | Astana-Premier Tech APT |
| ----------------------- | ----------------------- | ----------------------- |
| Nr.                     | Rytter                  | Placering               |
| 131                     | Jevgenij Fedorov (KAZ)  | DQ                      |
| 132                     | Jevgenij Giditj (KAZ)   | DNF                     |
| 133                     | Dmitrij Gruzdev (KAZ)   | 81.                     |
| 134                     | Hugo Houle (CAN)        | 79.                     |
| 135                     | Nikita Stalnow (KAZ)    | DNF                     |
| 136                     | Artjom Zakharov (KAZ)   | 91.                     |
| 137                     | Benjamin Perry (CAN)    | 70.                     |

| Cofidis COF | Cofidis COF              | Cofidis COF |
| ----------- | ------------------------ | ----------- |
| Nr.         | Rytter                   | Placering   |
| 141         | Christophe Laporte (FRA) | 11.         |
| 142         | Piet Allegaert (BEL)     | 61.         |
| 143         | Tom Bohli (SUI)          | DNF         |
| 144         | Jempy Drucker (LUX)      | DNF         |
| 145         | André Carvalho (POR)     | 111.        |
| 146         | Kenneth Vanbilsen (BEL)  | DNF         |
| 147         | Jelle Wallays (BEL)      | 68.         |

| Bahrain Victorious TBV | Bahrain Victorious TBV  | Bahrain Victorious TBV |
| ---------------------- | ----------------------- | ---------------------- |
| Nr.                    | Rytter                  | Placering              |
| 151                    | Sonny Colbrelli (ITA)   | 55.                    |
| 152                    | Dylan Teuns (BEL)       | 35.                    |
| 153                    | Fred Wright (GBR)       | 112.                   |
| 154                    | Marco Haller (AUT)      | 40.                    |
| 155                    | Heinrich Haussler (AUS) | 20.                    |
| 156                    | Jonathan Milan (ITA)    | DNF                    |
| 157                    | Marcel Sieberg (GER)    | 99.                    |

| Groupama-FDJ GFC | Groupama-FDJ GFC               | Groupama-FDJ GFC |
| ---------------- | ------------------------------ | ---------------- |
| Nr.              | Rytter                         | Placering        |
| 161              | Stefan Küng (SUI) (landevej)   | 44.              |
| 162              | Kevin Geniets (LUX) (landevej) | 52.              |
| 163              | Olivier Le Gac (FRA)           | 65.              |
| 165              | Tobias Ludvigsson (SWE)        | 100.             |
| 166              | Valentin Madouas (FRA)         | 39.              |
| 167              | Antoine Duchesne (CAN)         | DNF              |

| Ineos Grenadiers IGD | Ineos Grenadiers IGD   | Ineos Grenadiers IGD |
| -------------------- | ---------------------- | -------------------- |
| Nr.                  | Rytter                 | Placering            |
| 171                  | Tom Pidcock (GBR)      | 41.                  |
| 172                  | Leonardo Basso (ITA)   | DNF                  |
| 173                  | Owain Doull (GBR)      | DNF                  |
| 174                  | Michał Gołaś (POL)     | 72.                  |
| 175                  | Ethan Hayter (GBR)     | 54.                  |
| 176                  | Luke Rowe (GBR)        | DNF                  |
| 177                  | Dylan van Baarle (NED) | 10.                  |

| Intermarché-Wanty-Gobert Matériaux IWG | Intermarché-Wanty-Gobert Matériaux IWG | Intermarché-Wanty-Gobert Matériaux IWG |
| -------------------------------------- | -------------------------------------- | -------------------------------------- |
| Nr.                                    | Rytter                                 | Placering                              |
| 181                                    | Aimé De Gendt (BEL)                    | 34.                                    |
| 182                                    | Danny van Poppel (NED)                 | 16.                                    |
| 183                                    | Wesley Kreder (NED)                    | 106.                                   |
| 184                                    | Taco van der Hoorn (NED)               | 101.                                   |
| 185                                    | Boy van Poppel (NED)                   | 74.                                    |
| 186                                    | Pieter Vanspeybrouck (BEL)             | 108.                                   |
| 187                                    | Loïc Vliegen (BEL)                     | 85.                                    |

| Movistar Team MOV | Movistar Team MOV         | Movistar Team MOV |
| ----------------- | ------------------------- | ----------------- |
| Nr.               | Rytter                    | Placering         |
| 191               | Iván García Cortina (ESP) | 23.               |
| 192               | Mathias Norsgaard (DEN)   | 45.               |
| 193               | Imanol Erviti (ESP)       | DNF               |
| 194               | Juri Hollmann (GER)       | 66.               |
| 195               | Johan Jacobs (SUI)        | 78.               |
| 196               | Lluís Mas (ESP)           | 83.               |
| 197               | Gonzalo Serrano (ESP)     | 67.               |

| B&B Hotels p/b KTM BBK | B&B Hotels p/b KTM BBK  | B&B Hotels p/b KTM BBK |
| ---------------------- | ----------------------- | ---------------------- |
| Nr.                    | Rytter                  | Placering              |
| 201                    | Bryan Coquard (FRA)     | DNF                    |
| 202                    | Frederik Backaert (BEL) | 102.                   |
| 203                    | Cyril Barthe (FRA)      | 48.                    |
| 204                    | Bert De Backer (BEL)    | 95.                    |
| 205                    | Jens Debusschere (BEL)  | DNF                    |
| 206                    | Jérémy Lecroq (FRA)     | DNF                    |
| 207                    | Cyril Lemoine (FRA)     | 46.                    |

| Bingoal Pauwels Sauces WB BWB | Bingoal Pauwels Sauces WB BWB | Bingoal Pauwels Sauces WB BWB |
| ----------------------------- | ----------------------------- | ----------------------------- |
| Nr.                           | Rytter                        | Placering                     |
| 211                           | Timothy Dupont (BEL)          | DNF                           |
| 212                           | Arjen Livyns (BEL)            | 31.                           |
| 213                           | Mathijs Paasschens (NED)      | 71.                           |
| 214                           | Tom Paquot (BEL)              | DNF                           |
| 215                           | Tom Wirtgen (LUX)             | DNF                           |
| 216                           | Jelle Vanendert (BEL)         | 80.                           |
| 217                           | Luc Wirtgen (LUX)             | 69.                           |

| Sport Vlaanderen-Baloise SVB | Sport Vlaanderen-Baloise SVB | Sport Vlaanderen-Baloise SVB |
| ---------------------------- | ---------------------------- | ---------------------------- |
| Nr.                          | Rytter                       | Placering                    |
| 221                          | Cedric Beullens (BEL)        | 47.                          |
| 222                          | Lindsay De Vylder (BEL)      | DNF                          |
| 223                          | Arne Marit (BEL)             | DNF                          |
| 224                          | Fabio Van den Bossche (BEL)  | 110.                         |
| 225                          | Ruben Apers (BEL)            | DNF                          |
| 226                          | Jordi Warlop (BEL)           | DNF                          |
| 227                          | Thimo Willems (BEL)          | 60.                          |

| Arkéa-Samsic ARK | Arkéa-Samsic ARK        | Arkéa-Samsic ARK |
| ---------------- | ----------------------- | ---------------- |
| Nr.              | Rytter                  | Placering        |
| 231              | Warren Barguil (FRA)    | 36.              |
| 232              | Daniel McLay (GBR)      | 107.             |
| 233              | Benjamin Declercq (BEL) | DNF              |
| 234              | Matis Louvel (FRA)      | 77.              |
| 235              | Clément Russo (FRA)     | 29.              |
| 236              | Christophe Noppe (BEL)  | 103.             |
| 237              | Connor Swift (GBR)      | 73.              |

| Total Direct Énergie TDE | Total Direct Énergie TDE   | Total Direct Énergie TDE |
| ------------------------ | -------------------------- | ------------------------ |
| Nr.                      | Rytter                     | Placering                |
| 241                      | Niki Terpstra (NED)        | 86.                      |
| 242                      | Damien Gaudin (FRA)        | 113.                     |
| 243                      | Edvald Boasson Hagen (NOR) | 84.                      |
| 244                      | Adrien Petit (FRA)         | DNF                      |
| 245                      | Geoffrey Soupe (FRA)       | DNF                      |
| 246                      | Anthony Turgis (FRA)       | 8.                       |
| 247                      | Dries Van Gestel (BEL)     | 32.                      |

| Alpecin-Fenix AFC | Alpecin-Fenix AFC                     | Alpecin-Fenix AFC |
| ----------------- | ------------------------------------- | ----------------- |
| Nr.               | Rytter                                | Placering         |
| 1                 | Mathieu van der Poel (NED) (landevej) | 2.                |
| 2                 | Dries De Bondt (BEL) (landevej)       | 49.               |
| 3                 | Silvan Dillier (SUI)                  | DNF               |
| 4                 | Jonas Rickaert (BEL)                  | 90.               |
| 5                 | Oscar Riesebeek (NED)                 | DNF               |
| 6                 | Gianni Vermeersch (BEL)               | 7.                |
| 7                 | Otto Vergaerde (BEL)                  | DQ                |

| Deceuninck-Quick Step DQT | Deceuninck-Quick Step DQT           | Deceuninck-Quick Step DQT |
| ------------------------- | ----------------------------------- | ------------------------- |
| Nr.                       | Rytter                              | Placering                 |
| 11                        | Julian Alaphilippe (FRA) (landevej) | 42.                       |
| 12                        | Kasper Asgreen (DEN) (landevej)     | 1.                        |
| 13                        | Davide Ballerini (ITA)              | DNF                       |
| 14                        | Tim Declercq (BEL)                  | DNF                       |
| 15                        | Florian Sénéchal (FRA)              | 9.                        |
| 16                        | Yves Lampaert (BEL)                 | 17.                       |
| 17                        | Bert Van Lerberghe (BEL)            | 75.                       |

| AG2R Citroën Team ACT | AG2R Citroën Team ACT   | AG2R Citroën Team ACT |
| --------------------- | ----------------------- | --------------------- |
| Nr.                   | Rytter                  | Placering             |
| 21                    | Greg Van Avermaet (BEL) | 3.                    |
| 22                    | Stan Dewulf (BEL)       | 50.                   |
| 23                    | Oliver Naesen (BEL)     | 33.                   |
| 24                    | Lawrence Naesen (BEL)   | DNF                   |
| 25                    | Michael Schär (SUI)     | DQ                    |
| 26                    | Damien Touzé (FRA)      | 53.                   |
| 27                    | Gijs Van Hoecke (BEL)   | DNF                   |

| Jumbo-Visma TJV | Jumbo-Visma TJV            | Jumbo-Visma TJV |
| --------------- | -------------------------- | --------------- |
| Nr.             | Rytter                     | Placering       |
| 31              | Wout van Aert (BEL)        | 6.              |
| 32              | Edoardo Affini (ITA)       | DNF             |
| 33              | David Dekker (NED)         | 93.             |
| 34              | Pascal Eenkhoorn (NED)     | 94.             |
| 35              | Timo Roosen (NED)          | 97.             |
| 36              | Nathan Van Hooydonck (BEL) | 62.             |
| 37              | Maarten Wynants (BEL)      | 92.             |

| Lotto-Soudal LTS | Lotto-Soudal LTS         | Lotto-Soudal LTS |
| ---------------- | ------------------------ | ---------------- |
| Nr.              | Rytter                   | Placering        |
| 41               | John Degenkolb (GER)     | 30.              |
| 42               | Tosh Van der Sande (BEL) | DNF              |
| 43               | Roger Kluge (GER)        | DNF              |
| 44               | Frederik Frison (BEL)    | DNF              |
| 45               | Brent Van Moer (BEL)     | DNF              |
| 46               | Florian Vermeersch (BEL) | DNF              |
| 47               | Tim Wellens (BEL)        | 25.              |

| Trek-Segafredo TFS | Trek-Segafredo TFS   | Trek-Segafredo TFS |
| ------------------ | -------------------- | ------------------ |
| Nr.                | Rytter               | Placering          |
| 51                 | Jasper Stuyven (BEL) | 4.                 |
| 52                 | Koen de Kort (NED)   | 96.                |
| 53                 | Kiel Reijnen (USA)   | DNF                |
| 54                 | Ryan Mullen (IRL)    | DNF                |
| 55                 | Mads Pedersen (DEN)  | DNF                |
| 56                 | Quinn Simmons (USA)  | DNF                |
| 57                 | Edward Theuns (BEL)  | 59.                |

| Bora-Hansgrohe BOH | Bora-Hansgrohe BOH      | Bora-Hansgrohe BOH |
| ------------------ | ----------------------- | ------------------ |
| Nr.                | Rytter                  | Placering          |
| 61                 | Peter Sagan (SVK)       | 15.                |
| 62                 | Maciej Bodnar (POL)     | 104.               |
| 63                 | Marcus Burghardt (GER)  | 14.                |
| 64                 | Daniel Oss (ITA)        | 88.                |
| 65                 | Nils Politt (GER)       | 22.                |
| 66                 | Lukas Pöstlberger (AUT) | DNF                |
| 67                 | Patrick Gamper (AUT)    | DNF                |

| EF Education-Nippo EFN | EF Education-Nippo EFN    | EF Education-Nippo EFN |
| ---------------------- | ------------------------- | ---------------------- |
| Nr.                    | Rytter                    | Placering              |
| 71                     | Alberto Bettiol (ITA)     | 28.                    |
| 72                     | Stefan Bissegger (SUI)    | 89.                    |
| 73                     | Michael Valgren (DEN)     | DNF                    |
| 74                     | Jens Keukeleire (BEL)     | DNF                    |
| 75                     | Sebastian Langeveld (NED) | 109.                   |
| 76                     | Jonas Rutsch (GER)        | DNF                    |
| 77                     | Thomas Scully (NZL)       | DNF                    |

| Israel Start-Up Nation ISN | Israel Start-Up Nation ISN | Israel Start-Up Nation ISN |
| -------------------------- | -------------------------- | -------------------------- |
| Nr.                        | Rytter                     | Placering                  |
| 81                         | Sep Vanmarcke (BEL)        | 5.                         |
| 82                         | Jenthe Biermans (BEL)      | 26.                        |
| 83                         | Hugo Hofstetter (FRA)      | 24.                        |
| 84                         | Reto Hollenstein (SUI)     | DNF                        |
| 85                         | Guillaume Boivin (CAN)     | 98.                        |
| 86                         | Tom Van Asbroeck (BEL)     | 19.                        |
| 88                         | Alexis Renard (FRA)        | DNF                        |

| Team DSM DSM | Team DSM DSM               | Team DSM DSM |
| ------------ | -------------------------- | ------------ |
| Nr.          | Rytter                     | Placering    |
| 91           | Tiesj Benoot (BEL)         | 12.          |
| 92           | Nico Denz (GER)            | 63.          |
| 93           | Nils Eekhoff (NED)         | DNF          |
| 94           | Søren Kragh Andersen (DEN) | 58.          |
| 95           | Joris Nieuwenhuis (NED)    | DNF          |
| 96           | Nikias Arndt (GER)         | DNF          |
| 97           | Jasha Sütterlin (GER)      | DNF          |

| BikeExchange BEX | BikeExchange BEX            | BikeExchange BEX |
| ---------------- | --------------------------- | ---------------- |
| Nr.              | Rytter                      | Placering        |
| 101              | Michael Matthews (AUS)      | 21.              |
| 102              | Jack Bauer (NZL)            | 82.              |
| 103              | Luke Durbridge (AUS)        | 87.              |
| 104              | Alexander Edmondson (AUS)   | DNF              |
| 105              | Amund Grøndahl Jansen (NOR) | DNF              |
| 106              | Robert Stannard (AUS)       | 51.              |
| 107              | Luka Mezgec (SLO)           | DNF              |

| UAE Team Emirates UAD | UAE Team Emirates UAD              | UAE Team Emirates UAD |
| --------------------- | ---------------------------------- | --------------------- |
| Nr.                   | Rytter                             | Placering             |
| 111                   | Alexander Kristoff (NOR)           | 18.                   |
| 112                   | Mikkel Bjerg (DEN)                 | DNF                   |
| 113                   | Sven Erik Bystrøm (NOR) (landevej) | 37.                   |
| 114                   | Ryan Gibbons (RSA) (landevej)      | 64.                   |
| 115                   | Vegard Stake Laengen (NOR)         | 105.                  |
| 116                   | Matteo Trentin (ITA)               | 57.                   |
| 117                   | Rui Oliveira (POR)                 | 56.                   |

| Qhubeka Assos TQA | Qhubeka Assos TQA                | Qhubeka Assos TQA |
| ----------------- | -------------------------------- | ----------------- |
| Nr.               | Rytter                           | Placering         |
| 121               | Victor Campenaerts (BEL)         | 38.               |
| 122               | Dimitri Claeys (BEL)             | 13.               |
| 123               | Michael Gogl (AUT)               | 43.               |
| 124               | Giacomo Nizzolo (ITA) (landevej) | DNF               |
| 125               | Emil Vinjebo (DEN)               | DNF               |
| 126               | Max Walscheid (GER)              | 27.               |
| 127               | Łukasz Wiśniowski (POL)          | 76.               |

| Astana-Premier Tech APT | Astana-Premier Tech APT | Astana-Premier Tech APT |
| ----------------------- | ----------------------- | ----------------------- |
| Nr.                     | Rytter                  | Placering               |
| 131                     | Jevgenij Fedorov (KAZ)  | DQ                      |
| 132                     | Jevgenij Giditj (KAZ)   | DNF                     |
| 133                     | Dmitrij Gruzdev (KAZ)   | 81.                     |
| 134                     | Hugo Houle (CAN)        | 79.                     |
| 135                     | Nikita Stalnow (KAZ)    | DNF                     |
| 136                     | Artjom Zakharov (KAZ)   | 91.                     |
| 137                     | Benjamin Perry (CAN)    | 70.                     |

| Cofidis COF | Cofidis COF              | Cofidis COF |
| ----------- | ------------------------ | ----------- |
| Nr.         | Rytter                   | Placering   |
| 141         | Christophe Laporte (FRA) | 11.         |
| 142         | Piet Allegaert (BEL)     | 61.         |
| 143         | Tom Bohli (SUI)          | DNF         |
| 144         | Jempy Drucker (LUX)      | DNF         |
| 145         | André Carvalho (POR)     | 111.        |
| 146         | Kenneth Vanbilsen (BEL)  | DNF         |
| 147         | Jelle Wallays (BEL)      | 68.         |

| Bahrain Victorious TBV | Bahrain Victorious TBV  | Bahrain Victorious TBV |
| ---------------------- | ----------------------- | ---------------------- |
| Nr.                    | Rytter                  | Placering              |
| 151                    | Sonny Colbrelli (ITA)   | 55.                    |
| 152                    | Dylan Teuns (BEL)       | 35.                    |
| 153                    | Fred Wright (GBR)       | 112.                   |
| 154                    | Marco Haller (AUT)      | 40.                    |
| 155                    | Heinrich Haussler (AUS) | 20.                    |
| 156                    | Jonathan Milan (ITA)    | DNF                    |
| 157                    | Marcel Sieberg (GER)    | 99.                    |

| Groupama-FDJ GFC | Groupama-FDJ GFC               | Groupama-FDJ GFC |
| ---------------- | ------------------------------ | ---------------- |
| Nr.              | Rytter                         | Placering        |
| 161              | Stefan Küng (SUI) (landevej)   | 44.              |
| 162              | Kevin Geniets (LUX) (landevej) | 52.              |
| 163              | Olivier Le Gac (FRA)           | 65.              |
| 165              | Tobias Ludvigsson (SWE)        | 100.             |
| 166              | Valentin Madouas (FRA)         | 39.              |
| 167              | Antoine Duchesne (CAN)         | DNF              |

| Ineos Grenadiers IGD | Ineos Grenadiers IGD   | Ineos Grenadiers IGD |
| -------------------- | ---------------------- | -------------------- |
| Nr.                  | Rytter                 | Placering            |
| 171                  | Tom Pidcock (GBR)      | 41.                  |
| 172                  | Leonardo Basso (ITA)   | DNF                  |
| 173                  | Owain Doull (GBR)      | DNF                  |
| 174                  | Michał Gołaś (POL)     | 72.                  |
| 175                  | Ethan Hayter (GBR)     | 54.                  |
| 176                  | Luke Rowe (GBR)        | DNF                  |
| 177                  | Dylan van Baarle (NED) | 10.                  |

| Intermarché-Wanty-Gobert Matériaux IWG | Intermarché-Wanty-Gobert Matériaux IWG | Intermarché-Wanty-Gobert Matériaux IWG |
| -------------------------------------- | -------------------------------------- | -------------------------------------- |
| Nr.                                    | Rytter                                 | Placering                              |
| 181                                    | Aimé De Gendt (BEL)                    | 34.                                    |
| 182                                    | Danny van Poppel (NED)                 | 16.                                    |
| 183                                    | Wesley Kreder (NED)                    | 106.                                   |
| 184                                    | Taco van der Hoorn (NED)               | 101.                                   |
| 185                                    | Boy van Poppel (NED)                   | 74.                                    |
| 186                                    | Pieter Vanspeybrouck (BEL)             | 108.                                   |
| 187                                    | Loïc Vliegen (BEL)                     | 85.                                    |

| Movistar Team MOV | Movistar Team MOV         | Movistar Team MOV |
| ----------------- | ------------------------- | ----------------- |
| Nr.               | Rytter                    | Placering         |
| 191               | Iván García Cortina (ESP) | 23.               |
| 192               | Mathias Norsgaard (DEN)   | 45.               |
| 193               | Imanol Erviti (ESP)       | DNF               |
| 194               | Juri Hollmann (GER)       | 66.               |
| 195               | Johan Jacobs (SUI)        | 78.               |
| 196               | Lluís Mas (ESP)           | 83.               |
| 197               | Gonzalo Serrano (ESP)     | 67.               |

| B&B Hotels p/b KTM BBK | B&B Hotels p/b KTM BBK  | B&B Hotels p/b KTM BBK |
| ---------------------- | ----------------------- | ---------------------- |
| Nr.                    | Rytter                  | Placering              |
| 201                    | Bryan Coquard (FRA)     | DNF                    |
| 202                    | Frederik Backaert (BEL) | 102.                   |
| 203                    | Cyril Barthe (FRA)      | 48.                    |
| 204                    | Bert De Backer (BEL)    | 95.                    |
| 205                    | Jens Debusschere (BEL)  | DNF                    |
| 206                    | Jérémy Lecroq (FRA)     | DNF                    |
| 207                    | Cyril Lemoine (FRA)     | 46.                    |

| Bingoal Pauwels Sauces WB BWB | Bingoal Pauwels Sauces WB BWB | Bingoal Pauwels Sauces WB BWB |
| ----------------------------- | ----------------------------- | ----------------------------- |
| Nr.                           | Rytter                        | Placering                     |
| 211                           | Timothy Dupont (BEL)          | DNF                           |
| 212                           | Arjen Livyns (BEL)            | 31.                           |
| 213                           | Mathijs Paasschens (NED)      | 71.                           |
| 214                           | Tom Paquot (BEL)              | DNF                           |
| 215                           | Tom Wirtgen (LUX)             | DNF                           |
| 216                           | Jelle Vanendert (BEL)         | 80.                           |
| 217                           | Luc Wirtgen (LUX)             | 69.                           |

| Sport Vlaanderen-Baloise SVB | Sport Vlaanderen-Baloise SVB | Sport Vlaanderen-Baloise SVB |
| ---------------------------- | ---------------------------- | ---------------------------- |
| Nr.                          | Rytter                       | Placering                    |
| 221                          | Cedric Beullens (BEL)        | 47.                          |
| 222                          | Lindsay De Vylder (BEL)      | DNF                          |
| 223                          | Arne Marit (BEL)             | DNF                          |
| 224                          | Fabio Van den Bossche (BEL)  | 110.                         |
| 225                          | Ruben Apers (BEL)            | DNF                          |
| 226                          | Jordi Warlop (BEL)           | DNF                          |
| 227                          | Thimo Willems (BEL)          | 60.                          |

| Arkéa-Samsic ARK | Arkéa-Samsic ARK        | Arkéa-Samsic ARK |
| ---------------- | ----------------------- | ---------------- |
| Nr.              | Rytter                  | Placering        |
| 231              | Warren Barguil (FRA)    | 36.              |
| 232              | Daniel McLay (GBR)      | 107.             |
| 233              | Benjamin Declercq (BEL) | DNF              |
| 234              | Matis Louvel (FRA)      | 77.              |
| 235              | Clément Russo (FRA)     | 29.              |
| 236              | Christophe Noppe (BEL)  | 103.             |
| 237              | Connor Swift (GBR)      | 73.              |

| Total Direct Énergie TDE | Total Direct Énergie TDE   | Total Direct Énergie TDE |
| ------------------------ | -------------------------- | ------------------------ |
| Nr.                      | Rytter                     | Placering                |
| 241                      | Niki Terpstra (NED)        | 86.                      |
| 242                      | Damien Gaudin (FRA)        | 113.                     |
| 243                      | Edvald Boasson Hagen (NOR) | 84.                      |
| 244                      | Adrien Petit (FRA)         | DNF                      |
| 245                      | Geoffrey Soupe (FRA)       | DNF                      |
| 246                      | Anthony Turgis (FRA)       | 8.                       |
| 247                      | Dries Van Gestel (BEL)     | 32.                      |